# Euspira nitida
Petite natice
Espèce
Synonymes
- voir paragraphe #Synonymes

Euspira nitida, la Petite natice, est une espèce de mollusques gastéropodes marins de la famille des Naticidae.

## Description
Coquille atteignant 15 mm et ornée de 5 rangées de taches rougeâtres.

## Synonymes
- Euspira poliana (Delle Chiaje, 1826)[1]
- Euspira pulchella (Risso, 1826)[1]
- Lunatia alderi (Forbes, 1838)[1]
- Lunatia intermedia (Philippi, 1836)[1]
- Lunatia nitida (Donovan, 1804)[1]
- Lunatia poliana (Della Chiaje, 1826)[1]
- Lunatia pulchella (Risso, 1826)[1]
- Natica alderi var. elata Bucquoy, Dautzenberg & Dollfus, 1883 [1]
- Natica alderi var. globulosa Bucquoy, Dautzenberg & Dollfus, 1883[1]
- Natica alderi var. lactea Jeffreys, 1867[1]
- Natica alderi var. subovalis Jeffreys, 1867[1]
- Natica alderi var. ventricosa Jeffreys, 1867[1]
- Natica alderi Forbes, 1838[1]
- Natica complanata Locard, 1886[1]
- Natica intermedia Philippi, 1836[1]
- Natica neustriaca Locard, 1886[1]
- Natica nitida (Donovan, 1804)[1]
- Natica parvula Tapparone Canefri, 1869[1]
- Natica poliana Delle Chiaje, 1826[1]
- Natica pulchella Risso, 1826[1]
- Nerita nitida Donovan, 1804[1]
- Nerita poliana Delle Chiaje, 1830[1]
- Polinices (Euspira) pulchellus (Risso, 1826)[1]
- Polinices (Lunatia) alderi (Forbes, 1838)[1]
- Polinices (Lunatia) intermedia (Philippi, 1836)[1]
- Polinices (Lunatia) poliana (Delle Chiaje, 1826)[1]
- Polinices alderi (Forbes, 1838)[1]
- Polinices pulchella (Risso, 1826)[1]